# 桥台

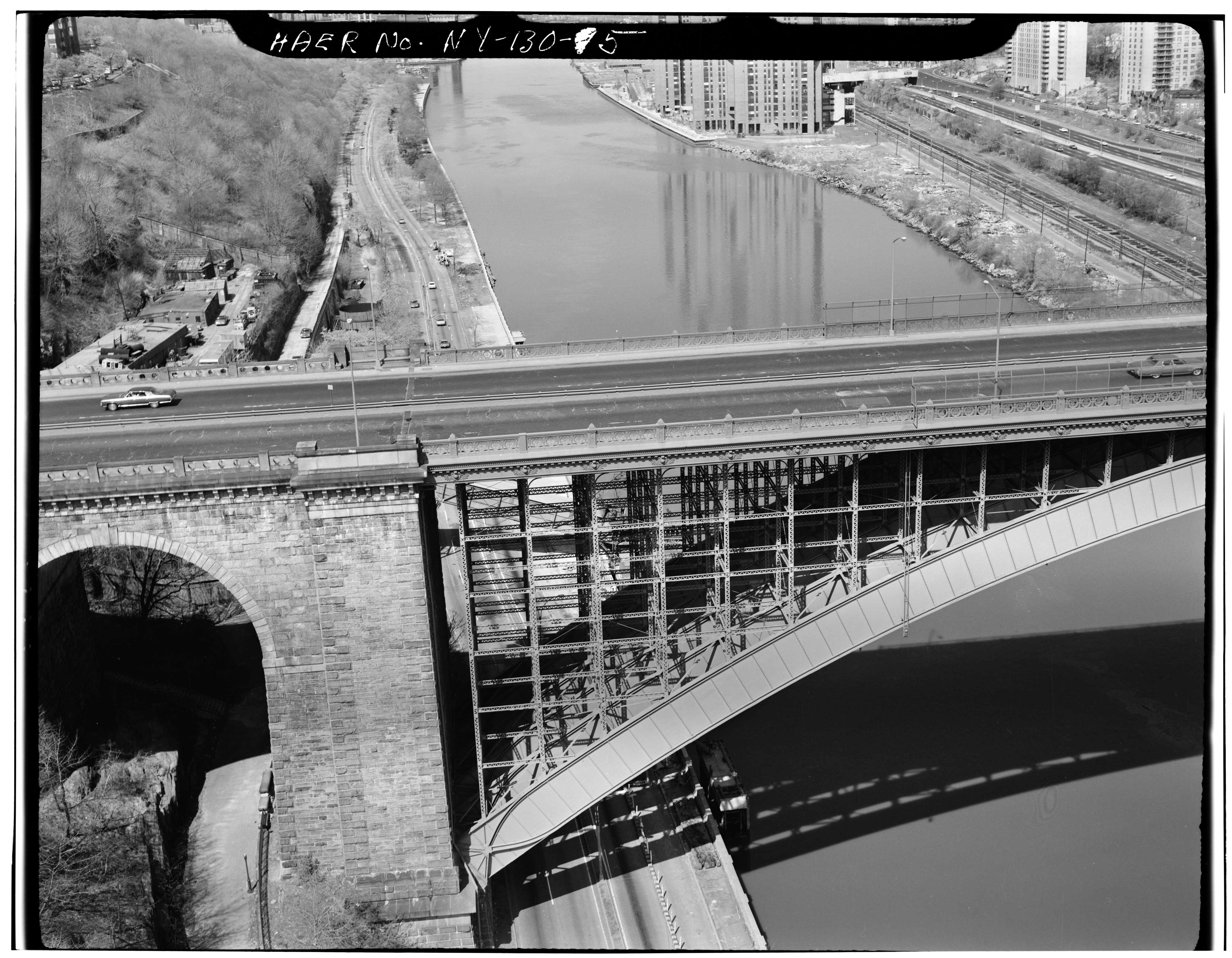
大型钢拱桥桥台

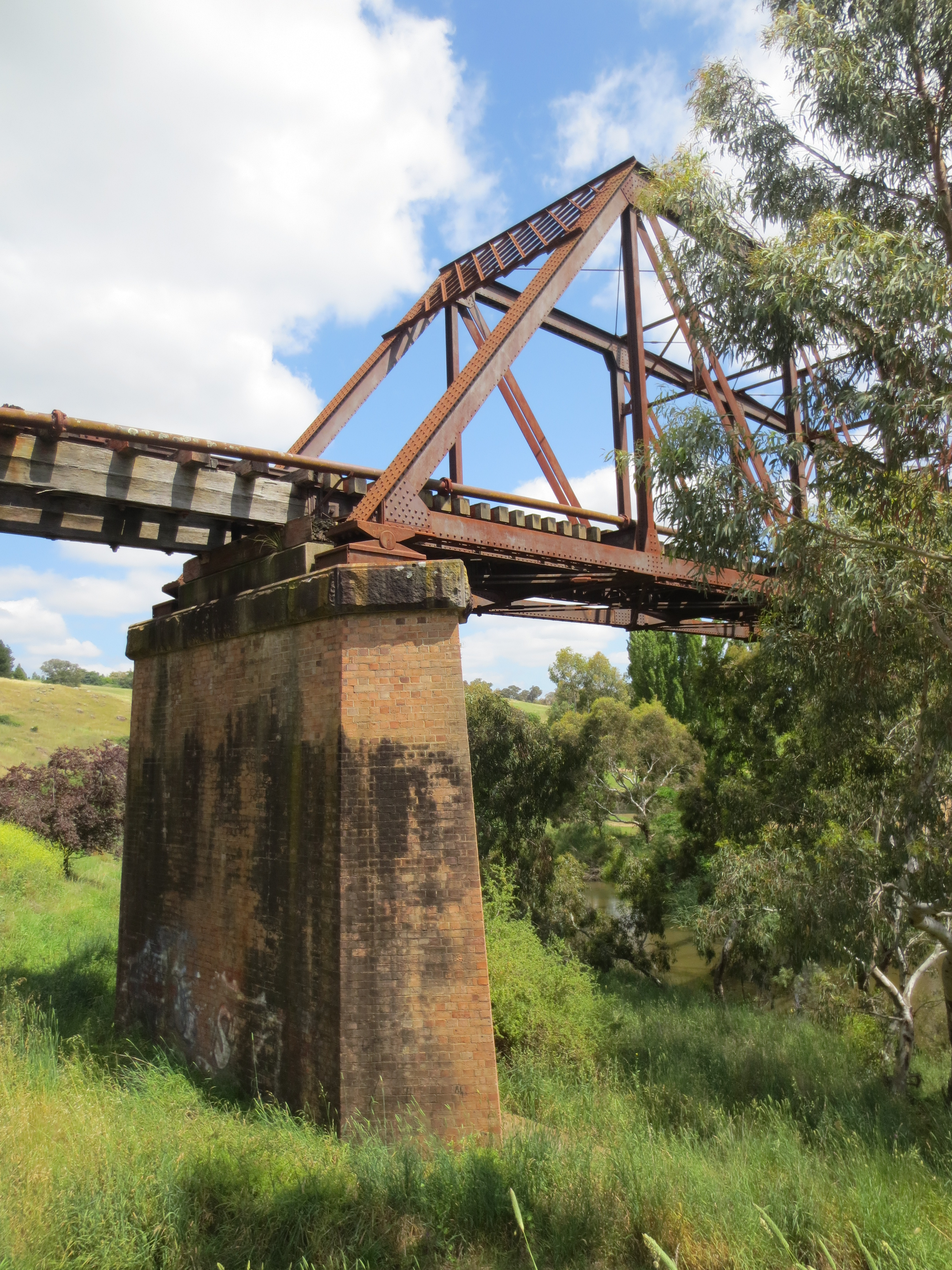
亚斯一個废弃纜索鐵路的砖砌桥台

桥台是橋樑的結構之一，位于橋跨兩端，也是桥梁与路基连接处的支柱，主要用來支撑橋面。单跨桥梁橋跨的两端都有桥台。對於多跨桥梁來說，如果橋跨兩端只設有桥台，不足以支撐橋樑，所以此時多跨桥梁需要許多桥墩来支撑橋樑，並且每個桥墩之間形成了一個跨。